# NC3型柴油动车组
NC3型柴油动车组是中国铁路从匈牙利进口的柴油动车组车型，由冈茨-马瓦格机车车辆工厂（Ganz–MÁVAG）于1962年设计制造。

## 运用历史
1962年，四组NC3型柴油动车组配属北京铁路局北京内燃机务段投入运用，用于担当北京至天津间的旅客快车。运用部门对NC3型柴油动车组的主要意见包括列车定员较少、座椅间距太小影响乘坐舒适度、车辆高度偏低、夏季车内温度太高等。1975年6月，铁道部作出在全路范围内调整内燃机车车型的决定，将北京内燃机务段的四组全部NC3型柴油动车组，连同所有从匈牙利进口的ND1型柴油机车，调拨给兰州铁路局兰州西机务段实施集中配属。1978年，兰州铁路局将其中一列NC3型列车改造为兰州局管内公务车，供处理事故及路局领导检查工作之用。此后，又将剩余车辆分配给七个救援列车使用，至1987年经铁道部批准报废。

## 技术特点
NC3型柴油动车组设计用于短途旅客运输，结构上与同时期冈茨-马瓦格为捷克斯洛伐克国铁制造的M 498.0型柴油动车组较为接近。每组列车由两节动力头车和两节中间拖车组成（M+2T+M），前后两端的动车结构大致相同，以推挽方式牵引列车运行。每辆动力车都有各自的车辆编号（NC3-1～NC3-8），需要时亦可脱离车组单独运行。动力车前端为司机室，司机室后面是机械间。司机可以在列车任何一端的司机室操纵台遥控操纵两辆动力车。当两组柴油动车组重联运行时，亦可在其中一个司机室操纵四辆动力车。机械间内装有柴油机的各种管路、冷却水箱、润滑油箱和燃料油箱等设备，在机械间与旅客室之间设有行李间和加热锅炉间。旅客室座椅采用3+2形式布置，每辆动力车共设有78个座席。旅客室后部是播音间、厕所及过道，而另一辆动力车的后部则是小卖部和厕所。中间拖车为单层客车，两端均有厕所和上下车的通过台，车体中部为采用3+2形式座席布置的客室，每辆客车设有118个座席，全列车定员392人。
NC3型柴油动车组采用机械传动，每辆动力车设有一个动力转向架（前转向架），以及一个用于承担车体重量的从轮转向架（后转向架）。柴油机和机械传动装置直接安装在动力转向架上，并伸入上方车体的机械间内。动力车装用一台四冲程、V型结构、12气缸、无增压、预燃室式的12 Jv 17/24型柴油机，气缸内径为170毫米，活塞行程为240毫米，装车功率为500马力，标定转速为每分钟1250转，单位燃油消耗率为170克/有效马力·小时。
柴油机输出的扭矩通过万向轴传送到摩擦离合器，然后通过第二根万向轴驱动齿轮变速箱，变速箱输出轴又通过换向机构、主万向轴、车轴齿轮箱锥形齿轮，将动力传送到车轴并驱动车轮。齿轮变速箱能够输出五档不同转速，当输出最高转速时对应最高速度为128公里/小时（按车轮直径915毫米计算）。动力转向架没有心盘和中心销，通过两个滑动旁承支承。从动转向架与拖车转向架相同，设有心盘、中心销和两个旁承。动力转向架、从动转向架和拖车转向架均设有摩擦式减振器。列车采用克诺尔空气制动机，基础制动装置采用单侧闸瓦制动，每台转向架设有两个制动缸和四块闸瓦，并带有闸瓦间隙自动调整器。

## 参看
- 冈茨公司
- 冈茨-詹德拉西克柴油机
- DVM2型柴油机车
- ND1型柴油机车